# Litoria fallax
Litoria fallax är en groddjursart som först beskrevs av Peters 1880.  Litoria fallax ingår i släktet Litoria och familjen lövgrodor. IUCN kategoriserar arten globalt som livskraftig. Inga underarter finns listade i Catalogue of Life.